# Alexander Zverev
Alexander «Sascha» Zverev Jr. (ˌalɛˈksandɐ ˈzaʃa ˈtsfɛʁɛf; Hamburg, 20 d'abril de 1997) és un tennista alemany d'ascendència russa.

## Biografia

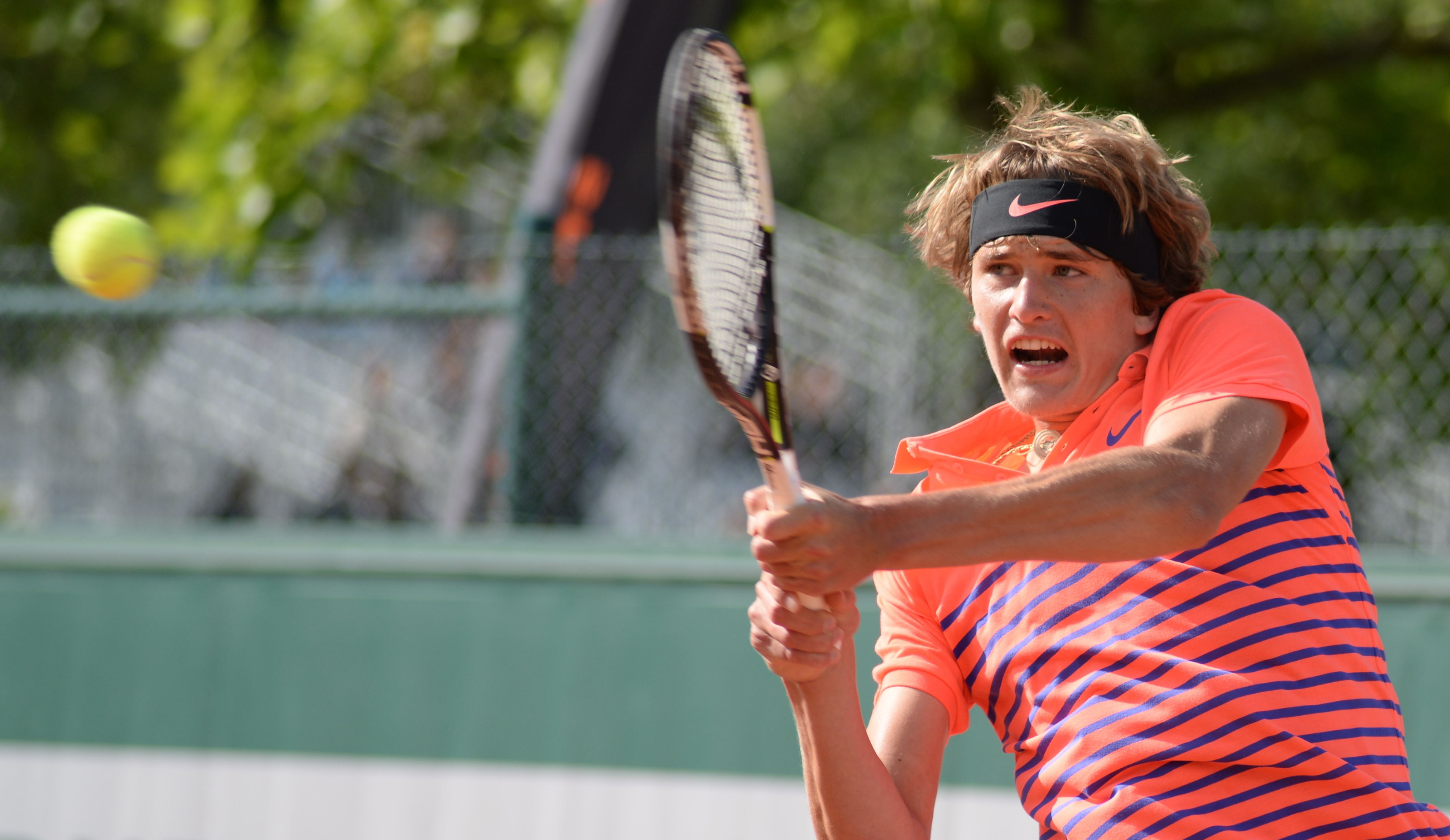
Alexandre Zverev (2015)

Zverev va néixer a Hamburg, fill d'Alexander Zverev Sr. i Irina, ambdós extennistes. El seu pare va competir professionalment per la Unió Soviètica. El seu germà gran, Mischa, també és tennista professional, i sovint juguen junts en categoria de dobles. Parla amb fluïdesa l'alemany, l'anglès i el rus.

## Torneigs de Grand Slam

### Individual: 3 (0−3)
| Resultat  | Núm. | Any  | Torneig          | Oponent        | Marcador                   |
| --------- | ---- | ---- | ---------------- | -------------- | -------------------------- |
| Finalista | 1.   | 2020 | US Open          | Dominic Thiem  | 6−2, 6−4, 4−6, 3−6, 6−7(6) |
| Finalista | 2.   | 2024 | Roland Garros    | Carlos Alcaraz | 3−6, 6−2, 7−5, 1−6, 2−6    |
| Finalista | 3.   | 2025 | Open d'Austràlia | Jannik Sinner  | 3−6, 6−7(4), 3−6           |

## Jocs Olímpics

### Individual
| Any  | Campionat                   | Superfície | Oponent         | Marcador |
| ---- | --------------------------- | ---------- | --------------- | -------- |
| 2020 | Jocs Olímpics, Tòquio, Japó | Dura       | Karén Khatxànov | 6−3, 6−1 |

## Carrera esportiva
Comença l'any 2011 disputant torneigs classificatoris per a torneigs juvenils a vegades sense èxit però entrant als quadres principals en unes altres. Al gener de l'any 2012 guanya el seu primer torneig juvenil. Guanya torneig grau 4 disputat als Emirats Àrabs. Al febrer novament obté un altre títol, aquest cop grau 5, a Oman.
L'any 2013 hi ha una notòria progressió en el seu joc i comença a disputar finals de torneigs més importants. A l'abril i maig guanya dos torneigs, un Grau 1 i un altre Grau A com són el 18ena Open International Junior de Beaulieu-sur-Mer disputat a França, i el 54 Trofeu Bonfiglio disputat a Itàlia.
Amb gran succés es presenta en el Torneig de Roland Garros categoria júnior, arribant a la final en el que va ser la seva actuació més destacada fins al moment. Perd a la final davant el xilè Christian Garín. Amb aquests triomfs aconsegueix escalar fins al lloc Nº2 del rànquing combinat junior.
Com a primer cap de sèrie va disputar l'US Open 2013 categoria júnior, on va caure derrotat en semifinals davant el croat Borna Coric per 6-4, 3-6, 6/0.

## Palmarès

### Individual: 39 (24−15)
| Llegenda                          |
| --------------------------------- |
| Grand Slams (0−3)                 |
| Jocs Olímpics Or (1)              |
| ATP Finals (2−0)                  |
| ATP World Tour Masters 1000 (7−5) |
| ATP World Tour 500 (6−4)          |
| ATP World Tour 250 (8−3)          |

| Títols per superfície |
| --------------------- |
| Dura (14−7)           |
| Gespa (0−3)           |
| Terra batuda (9−5)    |

| Resultat  | Núm. | Data                   | Torneig                         | Superfície   | Oponent               | Marcador                   |
| --------- | ---- | ---------------------- | ------------------------------- | ------------ | --------------------- | -------------------------- |
| Finalista | 1.   | 21 de maig de 2016     | Niça, França                    | Terra batuda | Dominic Thiem         | 4−6, 6−3, 0−6              |
| Finalista | 2.   | 19 de juny de 2016     | Halle, Alemanya                 | Gespa        | Florian Mayer         | 2−6, 7−5, 3−6              |
| Guanyador | 1.   | 25 de setembre de 2016 | Sant Petersburg, Rússia         | Dura (i)     | Stan Wawrinka         | 6−2, 3−6, 7−5              |
| Guanyador | 2.   | 12 de febrer de 2017   | Montpeller, França              | Dura (i)     | Richard Gasquet       | 7−6(4), 6−3                |
| Guanyador | 3.   | 7 de maig de 2017      | Múnic, Alemanya                 | Terra batuda | Guido Pella           | 6−4, 6−3                   |
| Guanyador | 4.   | 21 de maig de 2017     | Roma, Itàlia                    | Terra batuda | Novak Đoković         | 6−4, 6−3                   |
| Finalista | 3.   | 25 de juny de 2017     | Halle (2)                       | Gespa        | Roger Federer         | 1−6, 3−6                   |
| Guanyador | 5.   | 6 d'agost de 2017      | Washington DC, Estats Units     | Dura         | Kevin Anderson        | 6−4, 6−4                   |
| Guanyador | 6.   | 13 d'agost de 2017     | Mont-real, Canadà               | Dura         | Roger Federer         | 6−3, 6−4                   |
| Finalista | 4.   | 1 d'abril de 2018      | Miami, Estats Units             | Dura         | John Isner            | 6−7(4), 4−6, 4−6           |
| Guanyador | 7.   | 6 de maig de 2018      | Múnic (2)                       | Terra batuda | Philipp Kohlschreiber | 6−3, 6−3                   |
| Guanyador | 8.   | 13 de maig de 2018     | Madrid, Espanya                 | Terra batuda | Dominic Thiem         | 6−4, 6−4                   |
| Finalista | 5.   | 20 de maig de 2018     | Roma                            | Terra batuda | Rafael Nadal          | 1−6, 6−1, 3−6              |
| Guanyador | 9.   | 5 d'agost de 2018      | Washington DC (2)               | Dura         | Alex de Minaur        | 6−2, 6−4                   |
| Guanyador | 10.  | 18 de novembre de 2018 | ATP Finals, Londres, Regne Unit | Dura (i)     | Novak Đoković         | 6−4, 6−3                   |
| Finalista | 6.   | 2 de febrer de 2019    | Acapulco, Mèxic                 | Dura         | Nick Kyrgios          | 3−6, 4−6                   |
| Guanyador | 11.  | 25 de maig de 2019     | Ginebra, Suïssa                 | Terra batuda | Nicolás Jarry         | 6−3, 3−6, 7−6(8)           |
| Finalista | 7.   | 13 d'octubre de 2019   | Xangai, Xina                    | Dura         | Daniïl Medvédev       | 4−6, 1−6                   |
| Finalista | 8.   | 13 de setembre de 2020 | US Open, Estats Units           | Dura         | Dominic Thiem         | 6−2, 6−4, 4−6, 3−6, 6−7(6) |
| Guanyador | 12.  | 18 d'octubre de 2020   | Colònia, Alemanya               | Dura (i)     | Felix Auger-Aliassime | 6−3, 6−3                   |
| Guanyador | 13.  | 25 d'octubre de 2020   | Colònia, Alemanya               | Dura (i)     | Diego Schwartzman     | 6−2, 6−1                   |
| Finalista | 9.   | 8 de novembre de 2020  | París, França                   | Dura (i)     | Daniïl Medvédev       | 7−5, 4−6, 1−6              |
| Guanyador | 14.  | 21 de març de 2021     | Acapulco                        | Dura         | Stéfanos Tsitsipàs    | 6−4, 7−6(3)                |
| Guanyador | 15.  | 9 de maig de 2021      | Madrid (2)                      | Terra batuda | Matteo Berrettini     | 6−7(8), 6−4, 6−3           |
| Guanyador | 16.  | 1 d'agost de 2021      | Jocs Olímpics, Tòquio, Japó     | Dura         | Karén Khatxànov       | 6−3, 6−1                   |
| Guanyador | 17.  | 22 d'agost de 2021     | Cincinnati, Estats Units        | Dura         | Andrei Rubliov        | 6−2, 6−3                   |
| Guanyador | 18.  | 31 d'octubre de 2021   | Viena, Àustria                  | Dura (i)     | Frances Tiafoe        | 7−5, 6−4                   |
| Guanyador | 19.  | 21 de novembre de 2021 | ATP Finals, Torí, Itàlia (2)    | Dura (i)     | Daniïl Medvédev       | 6−4, 6−4                   |
| Finalista | 10.  | 6 de febrer de 2022    | Montpeller                      | Dura (i)     | Alexander Bublik      | 4−6, 3−6                   |
| Finalista | 11.  | 8 de maig de 2022      | Madrid                          | Terra batuda | Carlos Alcaraz        | 3−6, 1−6                   |
| Guanyador | 20.  | 30 de juliol de 2023   | Hamburg, Alemanya               | Terra batuda | Laslo Djere           | 7−5, 6−3                   |
| Guanyador | 21.  | 26 de setembre de 2023 | Chengdu, Xina                   | Dura         | Roman Safiullin       | 6−7(2), 7−6(5), 6−3        |
| Guanyador | 22.  | 19 de maig de 2024     | Roma (2)                        | Terra batuda | Nicolás Jarry         | 6−4, 7−5                   |
| Finalista | 12.  | 9 de juny de 2024      | Roland Garros, França           | Terra batuda | Carlos Alcaraz        | 3−6, 6−2, 7−5, 1−6, 2−6    |
| Finalista | 13.  | 21 de juliol de 2024   | Hamburg                         | Terra batuda | Arthur Fils           | 3−6, 6−3, 6−7(1)           |
| Guanyador | 23.  | 3 de novembre de 2024  | París                           | Dura (i)     | Ugo Humbert           | 6−2, 6−2                   |
| Finalista | 14.  | 26 de gener de 2025    | Open d'Austràlia, Austràlia     | Dura         | Jannik Sinner         | 3−6, 6−7(4), 3−6           |
| Guanyador | 24.  | 20 d'abril de 2025     | Múnic (3)                       | Terra batuda | Ben Shelton           | 6−2, 6−4                   |
| Finalista | 15.  | 15 de juny de 2025     | Stuttgart, Alemanya             | Gespa        | Taylor Fritz          | 3−6, 6−7(0)                |

### Dobles masculins: 8 (2−6)
| Llegenda                          |
| --------------------------------- |
| Grand Slams (0−0)                 |
| ATP Finals (0−0)                  |
| ATP World Tour Masters 1000 (0−1) |
| ATP World Tour 500 (1−3)          |
| ATP World Tour 250 (1−2)          |

| Títols per superfície |
| --------------------- |
| Dura (2−2)            |
| Gespa (0−2)           |
| Terra batuda (0−2)    |

| Resultat  | Núm. | Data                 | Torneig            | Superfície   | Parella       | Oponents                     | Marcador            |
| --------- | ---- | -------------------- | ------------------ | ------------ | ------------- | ---------------------------- | ------------------- |
| Finalista | 1.   | 3 de maig de 2015    | Múnic, Alemanya    | Terra batuda | Mischa Zverev | Alexander Peya Bruno Soares  | 6−4, 1−6, [5−10]    |
| Finalista | 2.   | 7 de febrer de 2016  | Montpeller, França | Dura (i)     | Mischa Zverev | Mate Pavić Michael Venus     | 5−7, 6−7(4)         |
| Guanyador | 1.   | 12 de febrer de 2017 | Montpeller         | Dura (i)     | Mischa Zverev | Fabrice Martin Daniel Nestor | 6−4, 6−7(3), [10−7] |
| Finalista | 3.   | 25 de juny de 2017   | Halle, Alemanya    | Gespa        | Mischa Zverev | Łukasz Kubot Marcelo Melo    | 7−5, 3−6, [8−10]    |
| Finalista | 4.   | 24 de juny de 2018   | Halle (2)          | Gespa        | Mischa Zverev | Łukasz Kubot Marcelo Melo    | 6−7(1), 4−6         |
| Finalista | 5.   | 28 d'octubre de 2018 | Basilea, Suïssa    | Dura (i)     | Mischa Zverev | Dominic Inglot Franko Škugor | 2−6, 5−7            |
| Guanyador | 2.   | 2 de febrer de 2019  | Acapulco, Mèxic    | Dura         | Mischa Zverev | Austin Krajicek Artem Sitak  | 2−6, 7−6(4), [10−5] |
| Finalista | 6.   | 14 d'abril de 2024   | Montecarlo, Mònaco | Terra batuda | Marcelo Melo  | Sander Gillé Joran Vliegen   | 7−5, 3−6, [5−10]    |

### Equips: 3 (1−2)
| Resultat  | Núm. | Data               | Torneig                       | Superfície | Equip                                                                          | Oponents                                                                                 | Marcador |
| --------- | ---- | ------------------ | ----------------------------- | ---------- | ------------------------------------------------------------------------------ | ---------------------------------------------------------------------------------------- | -------- |
| Finalista | 1.   | 6 de gener de 2018 | Hopman Cup, Perth, Austràlia  | Dura (i)   | Angelique Kerber                                                               | Roger Federer Belinda Bencic                                                             | 1−2      |
| Finalista | 2.   | 5 de gener de 2019 | Hopman Cup, Perth (2)         | Dura (i)   | Angelique Kerber                                                               | Roger Federer Belinda Bencic                                                             | 1−2      |
| Guanyador | 1.   | 7 de gener de 2024 | United Cup, Sydney, Austràlia | Dura       | Angelique Kerber Tatjana Maria Maximilian Marterer Kai Wehnelt Laura Siegemund | Hubert Hurkacz Katarzyna Kawa Daniel Michalski Katarzyna Piter Iga Świątek Jan Zieliński | 2−1      |

## Trajectòria

### Individual
| Open d'Austràlia | A   | Q1    | 1R    | 3R          | 3R          | 4R          | SF          | QF    | 4R    | 2R    | SF | 0 / 9     | 25 – 9    |
| Roland Garros | A   | Q2    | 3R    | 1R          | QF          | QF          | 4R          | SF    | SF    | SF    | F  | 0 / 8     | 28 – 8    |
| Wimbledon | A   | 2R    | 3R    | 4R          | 3R          | 1R          | NC          | 4R    | A     | 3R    |    | 0 / 7     | 13 – 7    |
| US Open | Q2  | 1R    | 2R    | 2R          | 3R          | 4R          | F           | SF    | A     | QF    |    | 0 / 8     | 22 – 8    |
| Jocs Olímpics | NC  | NC    | A     | No celebrat | No celebrat | No celebrat | No celebrat | G     | NC    | NC    |    | 1 / 1     | 6 – 0     |
| ATP Finals | A   | A     | A     | RR          | G           | SF          | RR          | G     | A     | RR    |    | 2 / 6     | 14 – 9    |
| Total Victòries–Derrotes                                                                                                   | 4−6 | 14−17 | 44−24 | 57−22       | 60−19       | 44−25       | 28−11       | 59−15 | 29−10 | 55−27 |    | 394 – 177 | 394 – 177 |
| Rànquing a final d'any | 136 | 83    | 24    | 4           | 4           | 7           | 7           | 3     | 12    | 7     |    |           |           |
| Llegenda: G: Guanyador; F: Finalista; SF: Semifinalista; QF: Quarts de final; Q: Qualificació; A: Absent; RR: Round Robin; |     |       |       |             |             |             |             |       |       |       |    |           |           |

## Guardons
- ITF Junior World Champion (2013)
- ATP Star of Tomorrow (2015)